# Georg von Derfflinger

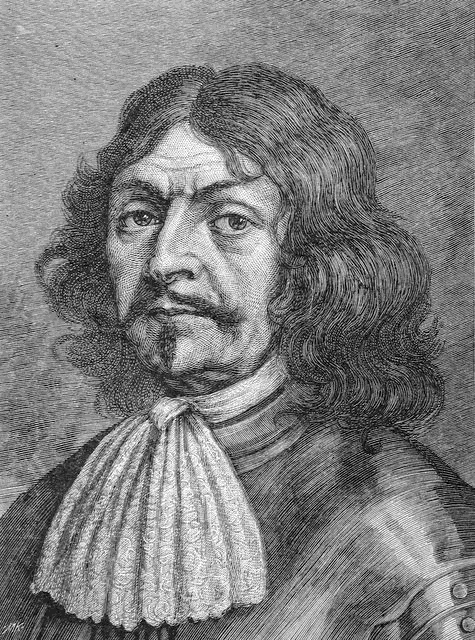
Georg von Derfflinger

Georg von Derfflinger (* 10. März/20. März 1606 in Neuhofen an der Krems, Erzherzogtum Österreich; † 4. Februarjul. / 14. Februar 1695greg. in Gusow) war kurfürstlich brandenburgischer Feldmarschall und Statthalter von Hinterpommern.

## Leben

### Herkunft
Georg Derfflinger stammte aus einem begüterten Bauerngeschlecht, das den Hof zu Allhaming in Oberösterreich besaß. Sein Vater Hans Georg Dörffling war Weinschenk in Neuhofen und gehörte der protestantischen Konfession an. Als Protestant musste Hans Georg Dörffling mit seiner Familie im Dreißigjährigen Krieg seine Heimat verlassen.
Georg Derfflingers Schwester Regina Dörffling heiratete 1617 Christoph Crinesius (1584–1629), der Pfarrer in Gschwendt und Neuhofen war, und 1624 aus Böhmen vertrieben wurde. Er war dann Professor der Theologie und der orientalischen Sprachen an der Universität Altdorf.

### Familie
1646 heiratete Georg Derfflinger Margarete Tugendreich von Schapelow, die früh verstarb. Aus der Ehe ging eine Tochter (Beate Luise) hervor. In seiner zweiten Ehe mit Barbara Rosina von Beeren wurden zwei Söhne und vier Töchter geboren. Sein zweiter Sohn Karl Freiherr von Derfflinger fiel am 25. Juni 1686 im Großen Türkenkrieg bei der Belagerung von Ofen (1684/1686) (Teil Buda des heutigen Budapest) und der erste Sohn Friedrich Freiherr von Derfflinger (1663–1724) vermählt mit Ursula Johanna von Osterhausen, starb kinderlos.

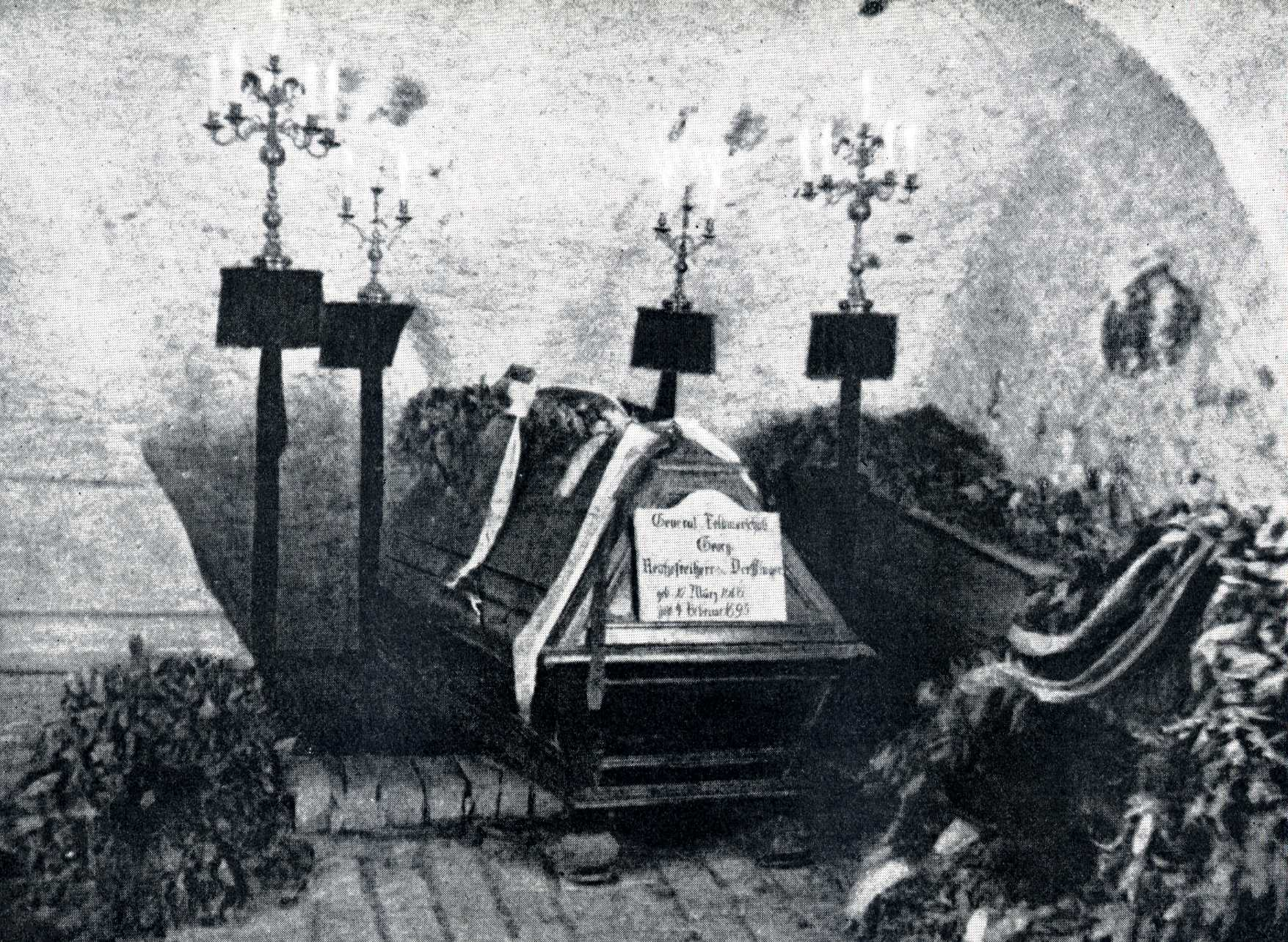
Derfflinger-Gruft in Gusow

Alle seine Töchter heirateten Söhne aus alteingesessenen Adelsgeschlechtern, wie von der Marwitz, von Dewitz und von Zieten.
- Beate Luise von Derfflinger, Gemahlin von Kurt Hildebrand von der Marwitz
- Luise Freiin von Derfflinger, Gemahlin von Joachim Balthasar von Dewitz
- Ämilia Freiin von Derfflinger, Gemahlin von Hans Otto von der Marwitz
- Charlotte Freiin von Derfflinger, Gemahlin von Johann Anton von Zieten

Zu seinen Nachkommen zählen Mitglieder der Fürstenhäuser Hohenzollern, Mecklenburg-Schwerin, Reuß-Köstritz, Schönburg-Hartenstein, Sayn-Wittgenstein-Hohenstein, aber auch Otto von Bismarck, der sich stets dieser Abkunft rühmte.
Georg von Derfflinger starb 1695 in Gusow, nachdem er nochmals fünf Jahre zuvor als 84-Jähriger an einem Feldzug gegen Ludwig XIV. teilgenommen hatte. Er wurde in der Kirche von Gusow begraben.

### Militärlaufbahn

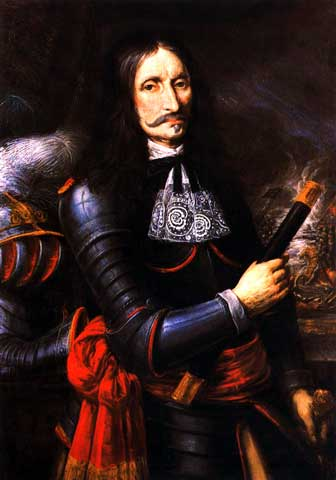
Georg von Derfflinger im Alter von 64 Jahren (um 1670)

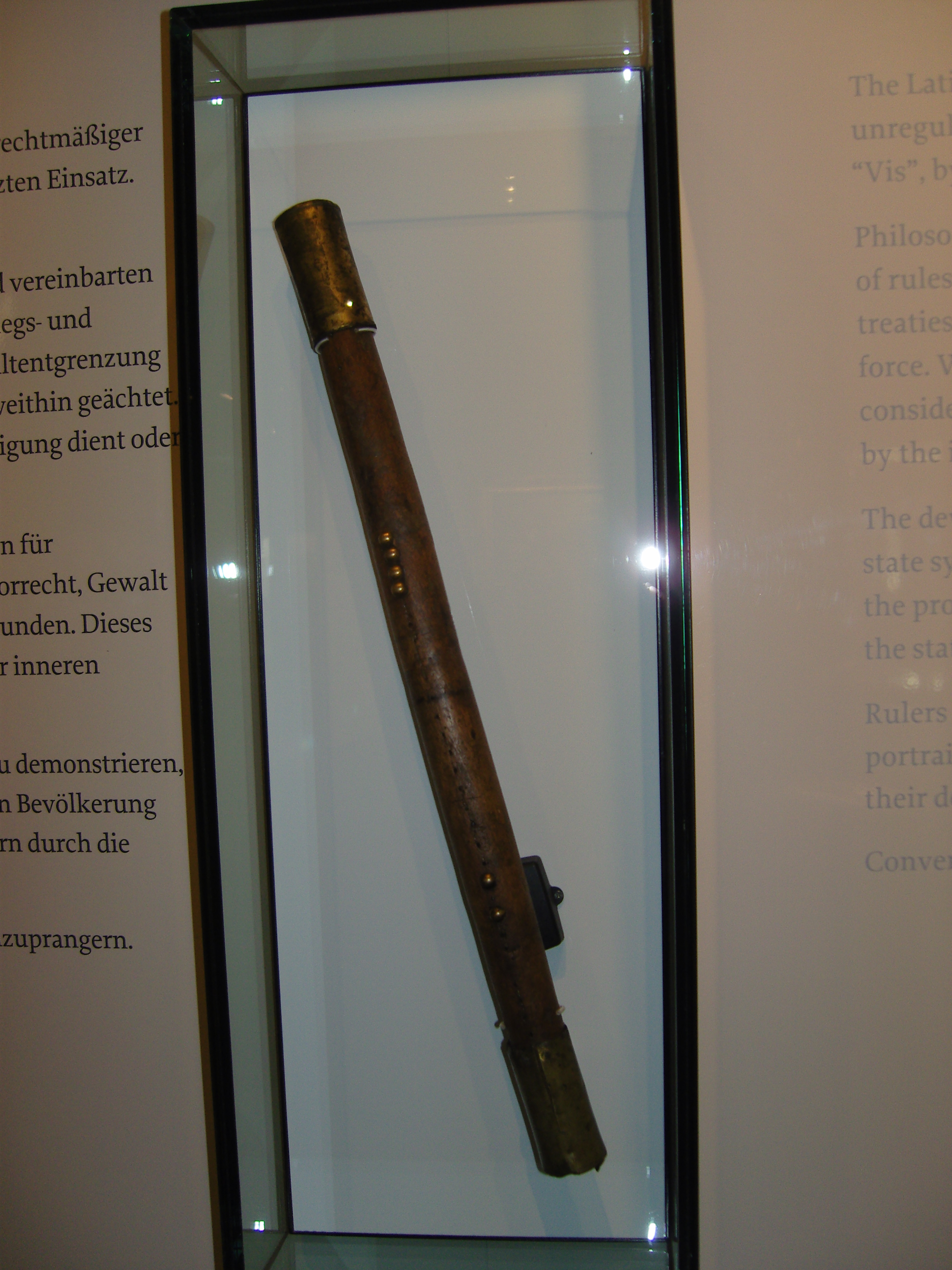
Derfflingers Kommandostab als Feldherr Friedrich Wilhelms

Während des Dreißigjährigen Krieges war er in den Heeren verschiedener Staaten. Am längsten diente er in dem der protestantischen Sache zur Hilfe kommenden schwedischen Heer unter Führung von Gustav II. Adolf. Hier brachte er es vom Troßbuben bis zum Reiter-Oberst im Generalsrang. Als Angehöriger des Stabes von Feldmarschall Carl Gustav Wrangel beendete er den Krieg und wurde aus schwedischen Diensten entlassen.
Der Große Kurfürst Friedrich Wilhelm von Brandenburg nahm ihn 1654 in seine Dienste. Obwohl er nie eine Schulausbildung genossen hatte, war er in späteren Jahren einer der wenigen gebildeten Offiziere seines Ranges und seiner Zeit. Er wurde von Friedrich Wilhelm mit zahlreichen militärischen Ämtern und Aufgaben betraut, die er dank seiner Erfahrung zu dessen Zufriedenheit erledigen konnte. Er leistete Großes beim Aufbau des brandenburgischen Heeres nach dem Krieg, wobei er sich vor allem um die Kavallerie und die Artillerie kümmerte. Vermutlich waren die Kontakte, die er in den Armeen vieler Staaten knüpfen konnte, der Grund für seinen Einsatz als Diplomat. Im Jahre 1674 wurde Georg Derfflinger von Kaiser Leopold I. in den Reichsfreiherrenstand erhoben. 1675 errang er den Sieg in der Schlacht bei Fehrbellin über die Schweden unter Karl XI., als er den erfolgreichen Handstreich gegen Rathenow und die anschließende Verfolgung der Feinde (Jagd über das Kurische Haff) durchführte. 1682 wurde er Gouverneur der Festung Küstrin.
Obwohl Georg von Derfflinger von niederem Stand war, brachte er es zum Feldmarschall und wurde geadelt. Kurfürst Friedrich Wilhelm duldete es nicht, wenn neidische preußische Adligen vermeinten, sich über Derfflingers „niedrige Herkunft“ mokieren zu müssen.

## Besitz
Der Große Kurfürst schenkte Georg von Derfflinger in Berlin einen Bauplatz am Köllnischen Fischmarkt 4. Dort ließ der Generalfeldmarschall im Jahr 1693 ein Palais errichten, das seinen Namen nach dem Besitzer erhielt: Palais Derfflinger. Das dreietagige Gebäude wies als architektonische Besonderheit eine Attika mit sechs Figuren antiker Gottheiten auf. Damit erhielt die Hauptstadt des Königreichs Preußen erstmals einen Palast, der mit Statuen an der Fassade geschmückt wurde.
Die für damalige Zeit hohen Einkommen aus seinen Stellungen als Generalfeldmarschall, Geheimer Kriegsrat, Statthalter von Hinterpommern, Obergouverneur aller Festungen und Oberster dreier Regimenter (ein Infanterie-, Kürassier- und Dragonerregiment) ermöglichten es Derfflinger, seinen Besitz umfangreich zu mehren. Er erwarb durch Heirat, Ehrungen und Kauf bis zu seinem Tode sechs märkische und 14 ostpreußische Güter samt zweier Häuser, je eins in Königsberg und eins in Berlin (wie oben dargestellt). Gusow, Platkow, Wulkow bei Trebnitz, Hermsdorf, Klessin und Schildberg waren in der Mark Brandenburg in seinem Besitz und in Ostpreußen gehörten dazu Quittainen, Grünhagen, Mäcken, Skollmen, Matzweissen, Pergusen, Weinings, Groß-Thierbach, Klein-Thierbach, Krönau, Köllming, Greissings, Lägs und Trauten.

## Lied vom Derfflinger
Der alte Derfflinger

Die Stettiner hatten sich unterfangen

Eine Schere ausgehangen

Dem Feldmarschall nur zum Hohn.

„Wart, ich will euch auf der Stelle

Nehmen Maß mit meiner Elle,

Kreuzmillionenschocksschwernoth.“
Theodor Fontane: Wanderungen durch die Mark Brandenburg

## Theodor Fontane zum Derfflinger
In dem fünfbändigen Werk Wanderungen durch die Mark Brandenburg von Theodor Fontane gibt es auch ein eigenes Kapitel Der alte Derfflinger.

„Wie hier die Jugend des jungen Derfflinger verlief, ist nur zu mutmaßen. »Er wuchs auf in Gottesfurcht und Redlichkeit, und sein Vater, um niemanden zu beschweren, ließ ihn Schneider werden.« So berichtet Pauli in seinem »Leben großer Helden« und aller entrüsteten Gelehrsamkeit zum Trotz ist es im Herzen des Volkes dabei geblieben. Und warum uns auch gewaltsam um jeden hübschen poetischen Zug in unseren Überlieferungen bringen!
Indessen Schneider oder nicht, keinesfalls war er es lange. Der Held steckte drin und wollte heraus. Dazu waren denn die damaligen Tage die besten Tage. Alles stand in Krieg, und Böhmen war sein eigentlicher Schauplatz.“

Fontanes Beschreibungen basieren auf der biographischen Skizze Derfflinger (1875) von Ernst Graf zur Lippe-Weißenfeld.

## Büste in der Siegesallee
Für die ehemalige Berliner Siegesallee gestaltete der Bildhauer Fritz Schaper eine marmorne Büste Derfflingers als Seitenfigur der Denkmalgruppe 25 zu dem zentralen Standbild für den Kurfürsten Großen Kurfürsten Friedrich Wilhelm von Brandenburg, enthüllt am 30. März 1901. Die Büste zeigt den Generalfeldmarschall zwar mit dem Marschallstab, insgesamt aber eher als vornehmen Hofmann. Für die Darstellung verwendete Schaper unter anderem einen Kupferstich von Johann Hainzelmann aus dem Jahr 1690, der sehr wahrscheinlich dem obigen ersten Bild entspricht.
Zahlreiche Straßen wurden in Deutschland und Österreich nach ihm benannt.

## Namensgeber
- In der Kurbrandenburgischen Marine war die Fleute Derfflinger nach Georg von Derfflinger benannt.
- In der Kaiserlichen Marine war der Schlachtkreuzer Derfflinger der Derfflinger-Klasse nach Georg von Derfflinger benannt.
- Der Norddeutsche Lloyd benannte nach Georg von Derfflinger 1908 den Reichspostdampfer Derfflinger.
- In der Kriegsmarine diente 1943/1944 in der 6. Vorpostenflottille der Fischdampfer Derfflinger als Vorpostenboot.
- Zahlreiche Straßen wurden in Deutschland und Österreich nach ihm benannt,[10] unter anderem in Bremen, Berlin, Duisburg, Düsseldorf und Lünen.